# Yeadon Bay
Yeadon Bay – zatoka (ang. bay) jeziora Lake Rossignol w kanadyjskiej prowincji Nowa Szkocja, w hrabstwie Queens; nazwa urzędowo zatwierdzona 17 grudnia 1931.